# Die vielen Abenteuer von Winnie Puuh
Die vielen Abenteuer von Winnie Puuh (Originaltitel: The Many Adventures of Winnie the Pooh) ist der 22. abendfüllende Zeichentrickfilm der Walt-Disney-Studios und erschien im Jahr 1977. Er basiert auf den Büchern über Winnie Puuh von Alan Alexander Milne. Der Film ist zusammengestellt aus den drei früher im Kino erschienenen Kurzfilmen „Winnie Puuh und der Honigbaum“ (Winnie the Pooh and the Honey Tree, 1966), dem mit dem Oscar ausgezeichneten Kurzfilm „Winnie Puuh und das Hundewetter“ (Winnie Pooh and the Blustery Day, 1968) und „Winnie Puuh und Tigger dazu“ (Winnie Pooh and Tigger Too!, 1974). Er wurde nicht in deutschen Kinos gezeigt.
Daher ist dieser Film der letzte der sogenannten „package-movies“ (Filme, die aus mehreren Cartoon-Segmenten hergestellt wurden, um während der Kriegszeit Kosten zu sparen) und ebenso der letzte, an dem Walt Disney indirekt persönlich beteiligt war: Der erste Kurzfilm erschien noch zu seinen Lebzeiten und am zweiten wirkte er noch an der Produktion mit.

## Hintergrund

### Produktionsgeschichte
Der Film verbindet die drei Kurzfilme zu einem in sich geschlossenen Ganzen, um die Sache abzurunden wurde noch eine Szene am Schluss angehängt (basierend auf dem Schlusskapitel The House at Pooh Corner mit den sprichwörtlich gewordenen enchanted places). Es war immer Disneys Absicht, einen großen Kinofilm mit Winnie Puuh zu erstellen, aber er entschied, zuerst Kurzfilme zu machen, um das Publikum mit den Charakteren vertraut zu machen. Sowohl Drehbuch als auch die Zeichnungen hielten sich eng an das Original, Disney wies die Zeichner ausdrücklich an, sich nah an den Originalillustrationen von Ernest Shepard zu orientieren.

### Wissenswertes
Gopher ist ein amerikanisches Tier – ein Erdhörnchen oder ein Ziesel –, das man einführte, um auch die Identifikation des amerikanischen Publikums mit den englischen Geschichten zu ermöglichen. Um das Auftreten des Tiers bei orthodoxen Puuhkennern zu rechtfertigten, verband man seinen Auftritt gleich beim ersten Mal mit der Aussage: „Mein Name ist Gopher. Ich komme zwar nicht im Buch vor, stehe aber gern zu Diensten.“ Dieser Einfall von Wolfgang Reitherman prägt seinen Charakter als ungefragter Störenfried, mit dessen Erscheinen nur sparsam aber pointiert umgegangen wird. Auch der Filmerzähler tritt niemals mit ihm in Dialog, leitet ihn ein oder kommentiert seine Handlungen.

### Synchronisation
| Rolle             | Originalsprecher                               | Alte Synchronisation                            | Neue Synchronisation                   |
| ----------------- | ---------------------------------------------- | ----------------------------------------------- | -------------------------------------- |
| Winnie Puuh       | Sterling Holloway                              | Erich Kestin, Walter Gross (Überarbeitung 1971) | Heinz Palm                             |
| Ferkel            | John Fiedler                                   | Dieter Kursawe                                  | Santiago Ziesmer                       |
| Tigger            | Paul Winchell                                  | Martin Hirthe, Joachim Kemmer                   | Wolfgang Kühne                         |
| Rabbit            | Junius Matthews                                | Elfe Schneider, Brigitte Mira, Inge Wolffberg   | Uwe Paulsen                            |
| I-Aah             | Ralph Wright                                   | Eduard Wandrey                                  | Wolfgang Kühne oder Tilo Schmitz       |
| Eule              | Hal Smith                                      | Erich Fiedler                                   | Eberhard Wechselberg oder Helmut Heyne |
| Gopher            | Howard Morris                                  | Harry Wüstenhagen                               | Jörg Gottschick                        |
| Kanga             | Barbara Luddy                                  | Erna Haffner, Inge Landgut                      | Ellen Rappus-Schikowski                |
| Ruh               | Clint Howard                                   | Angelika Pawlowski, Andrea Pawlowski            | Victoria Frenz                         |
| Christopher Robin | Bruce Reitherman, Jon Walmsley, Timothy Turner | Mathias Einert, Ralf Richardt, Bernd Martin     | Filipe Pirl                            |
| Erzähler          | Sebastian Cabot                                | Joachim Cadenbach                               | Roland Hemmo                           |

Vorerst wurden nur die Kurzfilme, aus welchen der Kinofilm besteht, einzeln auf Deutsch synchronisiert. In der allerersten Fassung des ersten Kurzfilms Winnie Puuh und der Honigbaum wurde Puuh noch von Erich Kestin gesprochen, der 1969 verstarb. Um den Film mit den Nachfolgern koppeln zu können, wurde der Part Puuhs mit Walter Gross neu aufgenommen. In dieser Fassung erschien der Kurzfilm erstmals unter dem Titel „Winnie Puuh's lustige Streiche“ auf VHS. Die Originalaufnahmen mit Erich Kestin sind jedoch auf einer LP mit dem Hörspiel zu Winnie Puuh und der Honigbaum zu hören.
Der zweite Kurzfilm Winnie Puuh und das Hundewetter wurde in Erstsynchronisation auf der VHS „Winnie Puuh und Donald auf heißer Fährte“ veröffentlicht, während der dritte Kurzfilm in Erstsynchronisation unter der gleichnamigen VHS „Winnie Puuh und Tigger dazu“ erschien. Rabbit wurde in den ersten deutschen Synchronfassungen mit Kaninchen übersetzt und als weiblich interpretiert.
Die drei Kurzfilme wurden im Jahr 1994 mit Ausnahme des Titelliedes komplett neu synchronisiert und erschienen danach erstmals zusammen als Die vielen Abenteuer von Winnie Puuh auf VHS. Daneben wurden die drei Kurzfilme auch einzeln – ebenfalls bereits mit der neuen Synchronisation – unter ihren jeweiligen Originaltiteln als „Kinderbuch-Klassiker“ auf VHS vertrieben. Einige Jahre später wurde auch das Titellied überarbeitet – das Wort „Kaninchen“ wurde durch „Rabbit“ und „die kleine Ruh“ durch „den kleinen Ruh“ ersetzt. Dies ist die bis heute erhältliche deutsche Synchronfassung.

## Kritik
„Eine bemerkenswerte Zeichentrickproduktion voller Charme und Witz, getragen von einer menschenfreundlichen Philosophie, in deren Mittelpunkt Freundschaft, Aufrichtigkeit, Zuneigung und Ehrlichkeit stehen. Kinder werden an diesen fantasievollen Abenteuern viel Freude haben; erwachsenen Zuschauern wird nicht nur eine Wiederbegegnung mit der eigenen Kindheit beschert, sondern sie werden auch die liebevolle Animation zu schätzen wissen.“

## Veröffentlichungen
DVD
- Die vielen Abenteuer von Winnie Puuh. Special Collection. Walt Disney Studios Home Entertainment 2010

Soundtrack
- Richard M. Sherman, Robert B. Sherman: The Many Songs of Winnie the Pooh. Walt Disney Records/Wea 2010 – enthält eine Reihe der Lieder aus dem Film.